# فستالية جمشتية
فستالية جمشتية (الاسم العلمي: Vestalis amethystina) هي نوع من الحشرات يتبع جنس الفستالية من الفصيلة الرعاشية.